# 北大阪病院
北大阪病院(きたおおさかびょういん)は、大阪市淀川区西宮原にある病院。

## 診療科
- 内科
- 外科
- 整形外科
- 脳神経外科
- 循環器科
- 泌尿器科
- 皮膚科
- リハビリテーション科

## 医療機関の指定・認定
（下表の出典）
| 保険医療機関                             | 労災保険指定病院   |
| 母体保護法指定医の配置されている医療機関 | 生活保護法指定病院 |
| 原子爆弾被害者一般疾病医療取扱病院       | 公害医療機関       |

- 救急告示病院（二次救急）[2]
- このほか、各種法令による指定・認定病院であるとともに、各学会の認定施設でもある。

## 交通アクセス
- Osaka Metro御堂筋線・JR各線「新大阪駅」より徒歩15分[3]
- 阪急宝塚本線「三国駅」より徒歩15分[3]

## 系列病院（ハートフルグループ）
- 加納総合病院 - 大阪府大阪市北区天神橋7-5-15